# Đèn plasma
Một quả cầu plasma hoặc đèn plasma (còn gọi là quả cầu plasma, mái vòm, hình cầu, ống hoặc orb, tùy thuộc vào hình dạng) là (thường) một quả cầu thủy tinh trong suốt chứa đầy hỗn hợp các khí trơ khác nhau với một điện cực cao thế (điện áp cao) ở trung tâm hình cầu. Sợi tóc plasma mở rộng từ các điện cực bên trong tới thủy tinh cách điện bên ngoài, tạo ra nhiều chùm sáng liên tục của ánh sáng màu (xem phóng điện bằng Corona và phóng điện phát sáng). Quả cầu plasma được ưa chuộng như một mặt hàng mới lạ trong những năm 1980s.